# 永倉万治
永倉 万治（ながくら まんじ、1948年1月27日 - 2000年10月5日）は、日本の作家である。本名、長倉 恭一（ながくら きょういち）。晩年にはペンネームの表記を、「永倉 萬治（読み同じ）」と改めていた。
1989年（平成元年）、著書 『アニバーサリー・ソング』で、講談社エッセイ賞を受賞。

## 人物

### 経歴
埼玉県志木市生まれ。立教高等学校（現在の立教新座高等学校）を経て、立教大学経済学部を中退。
劇団 「東京キッドブラザース」の公演に参加したが、ヨーロッパ公演の際に同劇団から退団した。その後は放送作家、雑誌編集者、広告プランナー等を務める傍ら、各種雑誌等にエッセーや小説を発表するようになり、1984年（昭和59年）からは執筆活動に専念した。
1981年（昭和56年）8月に、親交のあった向田邦子や志和池昭一郎とともに台湾へ取材旅行に行く予定であったが、入江泰吉のポスター展「大和路」の仕事が入ってしまい同行しなかった。その結果、向田と志和池が台湾で遠東航空103便墜落事故に遭遇して他界、永倉は難を逃れている。
1989年（平成元年）、番組出演のためにラジオ局に向かう途中の四ツ谷駅（東京都新宿区）で倒れ、脳出血の診断を受けた。右半身麻痺と失語症を生じたもの、リハビリテーションを経て執筆の再開を果たす。しかしながら2000年（平成12年）に脳出血を再発し（脳幹出血）、入院先の国立埼玉病院（埼玉県和光市）で死去した。

## 著作
永倉の作品には、男女の「大人の恋」を描いたもの、サラリーマンの心境を描いたもの、リストラ後も楽しく生きる男の姿を描いたものなどがある。また、自叙伝的なものとして、「東京キッドブラザーズ」在籍時の体験をもとにした『黄金バット』や、1989年（平成元年）に脳出血に倒れた際の入退院の経緯を描いた 『大熱血闘病記』（『父帰る 平成元年 大熱血闘病記』に改題）等がある。後者はNHKにて『父帰る』と題してテレビドラマ化され、俳優のうじきつよしが永倉役を演じた。
妻である有子は永倉の執筆を助けたことで知られ、遺作となった小説 『ぼろぼろ三銃士』の後半は有子の手によって完成された。また有子は、永倉との生活を描いた作品 『万治クン』を発表している。

### 一覧

#### 「永倉万治」名
- 「小説寄席芸人伝」（作/古谷三敏）（小学館・1984年） - 「永倉万治」の名前で発表した初めての作品。
- 「この頃は、めっきりラブレター」（講談社・1985年）
- 「新・昭和30年代通信」（小学館・1986年）
- 「東京デート漂流」（講談社・1986年）
- 「東京恋愛事情」（筑摩書房・1987年）
- 「いけない観光」（翻訳/M・ロンドン著）（主婦の友社・1987年）
- 「屋根にのぼれば、吠えたくなって」（毎日新聞社・1988年）
- 「ジェーンの朝とキティの夜」（角川書店・1989年）
- 「みんなアフリカ」（講談社・1989年）
- 「アニバーサリー・ソング」（立風書房・1989年、講談社エッセイ賞受賞）
- 「とげぬき地蔵通信」（ダイナミックセラーズ・1989年）
- 「ポワール・ウィリアムスに関する20点と70点の思い出」（河出書房新社・1989年）
- 「女房のいない週末」（小学館・1989年）
- 「星座はめぐる」（TBSブリタニカ・1990年）
- 「陽差しの関係」（講談社・1990年）
- 「アナタの年頃」（講談社・1991年）
- 「ラスト・ワルツ」（角川書店・1991年）
- 「誘惑の十六幕」（マガジンハウス・1992年・共著）
- 「大熱血闘病記」（角川書店・1992年）
  - 「父帰る 平成元年 大熱血闘病記」（角川文庫・1994年）
- 「荒木のおばさん」（講談社・1992年）
- 「結婚しよう」（新潮社・1993年）
- 「晴れた空、そよぐ風」（PHP研究所・1993年）
- 「移動遊園地」（中央公論社・1993年）
- 「武蔵野S町物語」（河出書房新社・1994年）
- 「家族を幸せにする死に方」（祥伝社・1994年・監修）
- 「黄金バット」（講談社・1995年）
- 「おけら」（文藝春秋・1996年）
- 「四重奏」（角川書店・1996年）
- 「大青春。」（主婦の友社・1996年）
- 「二人でボサノバ」（主婦の友社・1996年）
- 「食・後・は・眠・い」（新潮社・1996年）
- 「二丁拳銃でドカン！」（勁文社・1996年）
- 「フルネルソン」（講談社・1997年）
- 「男はみんなギックリ腰」（集英社・1997年）
- 「大復活」（講談社・1997年）
- 「満月男の優雅な遍歴」（光文社・1998年）
- 「ポチャポチャの女」（実業之日本社・1998年）
- 「どいつもこいつも」（新潮社・1998年）

#### 「永倉萬治」名
- 「インポテンス」（講談社・1998年）
- 「あなたの隣の大切な人」（青春出版社1999年）
- 「アルマジロの日々」（幻冬舎・2000年）
- 「人の気も知らないで」（実業之日本社・2000年）
- 「あぁ、結婚」（集英社・2000年）
- 「「これでおしまい」」（集英社・2001年） - 1997-99年の雑誌掲載を集めた短編集。
- 「ぼろぼろ三銃士」（実業之日本社・2001年・共著） - 永倉は執筆途中に亡くなり、妻の有子さんによって完成された。

#### その他
永倉には雑誌編集者であった頃に本名や無記名、イニシャルにて執筆された作品も多数存在していた。